# Altbüron
Altbüron – miejscowość i gmina w środkowej Szwajcarii, w kantonie Lucerna, w okręgu Willisau.

## Demografia
W Altbüron mieszkają 1 042 osoby. W 2021 roku 11,8% populacji gminy stanowiły osoby urodzone poza Szwajcarią. 

## Transport
Przez teren gminy przebiega droga główna nr 256. 